# Csík (település)
Csík románul: Ciucani, falu Romániában, Moldvában, Bákó megyében. Csík megyétől (Hargita) való megkülönböztetése érdekében nevezik Csík falunak is.

## Fekvése
Rekecsin közelében fekvő település. Két patak összefolyásánál fekszik: A Valea Lungă  és a Căprean. Az összefolyás után a neve Râul Răcăciuni  (a Szeret mellékvize).

## Története
Az Ónfalva (Onyest) környéki Csík románul: Ciucani település Rekecsin község faluja, lakossága 2002 évi népszámlálás adatai szerint 580 fő volt.